# Svenska Amerikansk Fotbollförbundet
Der Svenska Amerikansk Fotbollförbundet (SAFF) ist der schwedische American-Football-Verband. Nachdem sich 1982, mit den Danderyd Mean Machines, der erste American-Football-Club in Schweden gegründet hatte, wurde 1984 der SAFF gegründet. 1985 wurde das erste, noch inoffizielle, Endspiel um die Schwedische Meisterschaft ausgespielt. Dabei besiegten die Lidingö Pink Chargers Danderyd mit 6:0. Ab 1986 wurde das Meisterschaftsendspiel dann offiziell ausgetragen. In Uppsala gewann Lidingö erneut, diesmal besiegten sie die Glue Harbour Buccaneers mit 15:6.
1991 wurde die höchste schwedische Liga, die Superserien, gegründet. Darunter existieren momentan noch die Division I (auch Superettan genannt) sowie die in vier Regionen aufgeteilte Division II. Zudem wurde man 1991 in den Riksidrottsförbundet, den schwedischen Sportbund, aufgenommen.
Die Herrennationalmannschaft war 2005 Europameister, sie schlug das deutsche Team im Finale in Malmö mit 16:7, nachdem sie kurz zuvor, bei den World Games 2005 in Duisburg, noch mit 6:20 den Kürzeren gezogen hatten. Bei der WM 2007 erreichten sie den vierten Platz. Das Spiel um Bronze verloren sie gegen Deutschland mit 0:7.
Neben den Herrenligen gibt es auch einen Jugendspielbetrieb, der in die Altersklasse U19, U17, U15 und U13 (Pee-Wees) aufgegliedert ist. Die Junioren sind amtierende Vizeeuropameister. Sie verloren 2008 das Finale gegen die deutschen Junioren mit 6:9.
Am 4. Oktober 2008 trat die Damennationalmannschaft Schwedens zum ersten Damenländerspiel in Europa in Helsinki gegen Finnland an. Schweden verlor 0:64.